# 蔚山港駅
蔚山港駅（ウルサナンえき）は、大韓民国蔚山広域市南区梅岩洞にある韓国鉄道公社（KORAIL）の駅。

## 利用可能な鉄道路線
- 韓国鉄道公社
  - 蔚山港線（貨物線）

## 歴史
- 1951年8月10日 - 開業[1]。
- 1954年2月10日 - 現駅舎竣工。

## 隣の駅
韓国鉄道公社
蔚山港線
太和江駅 - 蔚山港駅